# The Roses of the Virgin
The Roses of the Virgin è un cortometraggio muto del 1910, prodotto dalla Kalem Company e interpretato da Alice Joyce. Uscito nelle sale il 25 novembre 1910.

## Trama
Un giovane scapestrato viene spedito da suo padre nei boschi del Canada, per punirlo di aver trascurato moglie e figlio. Il giovinastro si incapriccia della figlia di un tagliaboschi e cerca di sedurla. La ragazza è affascinata dai modi eleganti del nuovo venuto che le regala un mazzo di rose, ma è salvata dalla perdizione dall'intervento del fidanzato che le rivela che il suo corteggiatore è già sposato. Le rose, poi, erano state rubate dall'altare di una chiesa ma i fiori saranno restituiti alla Madonna dal bravo giovane.

## Produzione
Il fu prodotto nel 1910 dalla Kalem Company.

## Distribuzione
Distribuito dalla General Film Company, il film - un cortometraggio in una bobina - uscì nelle sale il 25 novembre 1910.